# Неуместный человек
«Неуместный человек» (норв. Den brysomme mannen) — фильм-притча норвежского режиссёра Йенса Лиена. Лауреат национальных кинопремий и призов международных кинофестивалей в жанре фантастических фильмов.

## Сюжет
Сорокалетний Андреас кидается под поезд метро и попадает в автобус. Автобус высаживает его на конечной на пустыре с одним строением, где его встречает человек и отвозит в большой город. Человек даёт герою ключи от его новой квартиры и показывает, что Андреас теперь будет работать бухгалтером в офисе большой компании. На работе и во всём городе абсолютная идиллия — опрятные улицы, благополучные жители, благожелательные коллеги, начальник, который готов обеспечить Андреасу любые условия работы. Только в доме рядом с работой кто-то выбросился из окна. Не особо привлекательный Андреас легко находит себе женщину и переезжает к ней жить.
Но Андреас чувствует, что что-то не так. Люди вокруг безэмоциональны, еда безвкусна, алкоголь не пьянит, секс не приносит удовлетворения, в городе нет ни одного ребёнка. Андреас на машине преследует автобус, который его привёз, но машина исчезает в пыли, следы её прерываются, а дорога заканчивается. Герой пытается избавиться от тоски, получить удовольствие от жизни, но измены ему не помогают, а новая влюблённость приносит новое разочарование — приветливая и на всё согласная девушка оказывается на самом деле равнодушна к нему. Андреас пытается покончить с собой в метро, но получив страшные травмы почему-то не умирает, приходит домой к первой знакомой и быстро выздоравливает.
Однажды Андреас слышит в подвале одного дома музыку, которая пробуждает в нём какие-то чувства. В подвале живёт человек, который показывает ему щель, из которой идёт звук и советует ему не привлекать внимания, чтобы не нажить неприятностей. Но Андреас начинает долбить бетон, чтобы добраться до источника музыки. Героя увольняют с работы и он начинает бояться людей в сером, которые появляются на выходе из здания его офиса. Андреас продолжает долбить бетон, чем привлекает множество стариков со всей округи, которые тоже интересуются тем, что идёт из той щели.
В конце концов Андреасу удаётся продолбить дыру до некоей комнаты, из которой раздаётся детский смех, и рукой схватить по настоящему вкусный пирог со стола. В этот момент его хватают люди в сером, бетонируют прорытый тоннель, а Андреаса отвозят к какому-то совету. На совете ему говорят, что в городе почти все счастливы и решают отправить Андреаса обратно в тот самый автобус, но в машинный отсек. После долгой страшной тряски автобус останавливается, Андреас вылезает в какое-то холодное полностью покрытое снегом место, и автобус уезжает.

## В ролях
| Актёр              | Роль       |
| ------------------ | ---------- |
| Тронд Фёуса Эурвог | Андреас    |
| Петронелла Баркер  | Анне-Бритт |
| Пер Сконинг        | Хуго       |
| Биргитте Ларсен    | Ингеборг   |
| Юханнес Йонер      | Ховард     |
| Эллен Хорн         | Трульсен   |
| Андерс Андерсен    | Харальд    |
| Ханне Линдбек      | Вигдис     |
| Ивар Люкке         | коллега    |

## Съёмочная группа
- Режиссёр: Йенс Лиен
- Продюсер: Йюрген Сторм Росенберг
- Сценарист: Пер Скрейнер
- Оператор: Йон Кристиан Росенлунд
- Композитор: Йинге Анвик
- Монтаж: Видар Флатёукан
- Художник: Аре Шостад

## Награды
- 2006 — Каннский кинофестиваль 2006 года — премия Association du cinéma indépendant pour sa diffusion[фр.][5]
- 2006 — Международный кинофестиваль в Афинах — приз за лучшую режиссуру Йенс Лиен
- 2007 — Национальная премия киногода в Норвегии «Аманда»— лучший сценарий Пер Скрейнер, лучший актёр Тронд Фёуса Эурвог; лучшая режиссура Йенс Лиен
- 2007 — Международный фестиваль фантастических фильмов в Жерармере — Гран-при, Приз критики, Приз молодёжного жюри, Приз жюри в разделе «научная фантастика»